# Соціалістична партія Індонезії (PSI)
Соціалістична партія Індонезії (індонез. Partai Sosialis Indonesia) — політична партія Індонезії, що існувала від 1948 до 1960 року, заборонена президентом Сукарно.

## Історія
У грудні 1945 року Соціалістична партія Індонезії (Parsi) та Соціалістична народна партія об'єднались у єдину Соціалістичну партію. Її головою став лідер Parsi Сутан Шарір, заступником голови — лідер Соціалістичної народної партії Амір Шарифуддін. Партія була популярною серед молодих інтелектуалів і студентів, а також серед учасників боротьби проти японських окупантів. Того ж року партія здобула 25 місць у робочому комітеті Центрального індонезійського національного комітету. Шарір і Шарифуддін були призначені помічниками прем'єр-міністра, інші члени партії зайняли міністерські пости в уряді.
1947 року між двома лідерами партії почались суперечки. Амір Шарифуддін разом зі своїми прибічниками перейшов до лав Комуністичної партії. 13 лютого 1948 року Шарір і його прибічники заснували нову партію, що отримала назву Соціалістичної партії Індонезії (PSI).
Після того, як Республіка Сполучені Штати Індонезії була знову перетворена на унітарну Республіку Індонезія, Соціалістична партія здобула 22 з 232 місць у новому парламенті — Ради народних представників.
Перший з'їзд партії було проведено 1952 року. На парламентських виборах 1955 року партія здобула 753 191 голос (2 %) і 5 місць у парламенті: то було набагато менше, ніж розраховувало керівництво партії. У червні 1955 року відбувся другий з'їзд партії.
Після поразки на виборах 1955 року в Індонезії почались суперечки між жителями Яви та жителями інших островів. Значну роль у тих суперечках відіграло рішення начальника штабу армії генерала Насутіона про масове переведення військовослужбовців з одних регіонів країни до інших, що спричинило невдоволення серед військовиків, оскільки багато хто з них мав перспективи життя у місцевості, де проходили службу. 20 липня 1956 року найвідоміший політик — не уродженець Яви, віце-президент Мохаммад Хатта пішов у відставку. Президент Сукарно заявив, що втомився від політичної боротьби й запропонував концепцію «спрямованої демократії», СПІ виступила проти неї.
У грудні 1956 року армійське командування Суматри оголосило про свою непокору цивільній владі. У березні 1957 року командувач збройних сил Східної Індонезії на підпорядкованій йому території запровадив закони воєнного часу. Невдовзі уряд пішов у відставку, й Сукарно запровадив закони воєнного часу у всі країні. У травні член Соціалістичної партії, професор економіки доктор Сумітро Дьоджохадікусумо виїхав з Джакарти на Суматру слідом за іншими політичними діячами. У січні 1958 року партія зажадала від уряду створення нового кабінету. Наступного місяця дисиденти у Панданзі оголосили ультиматум уряду з вимогами виходу чинного уряду у відставку у п'ятиденний термін. Незважаючи на спробу Соціалістичної партії організувати новий кабінет у Джакарті, він був сформований та оголошений у Буккітінгі й отримав назву Революційний уряд Республіки Індонезія. Новий кабінет очолив Амір Шарифуддін, до його складу також увійшли Сумітро Дьоджохадікусомо та Бурхануддін Харахап. Хатта й лідери Соціалістичної партії у Джакарті спробували розпочати перемовини з урядом, але той вирішив придушити повстання збройним шляхом. До середини 1958 року його було придушено.
Сукарно реалізував запропонований ним план «спрямованої демократії», ввівши в дію конституцію 1945 року. У новому кабінеті, що отримав назву Вищої консультативної ради, Соціалістична партія не була представлена. У серпні 1960 року Соціалістична партія Індонезії й партія Машумі були заборонені за протидію «спрямованій демократії» та участь у заколоті 1958 року.

## Ідеологія
Ідеологія Соціалістичної партії Індонезії базувалась на фабіанстві, пристосованому для індонезійських умов. Партія підкреслювала необхідність модернізації, економічного розвитку й раціонального планування економіки, але виступала проти націоналізму та протидії всьому іноземному. У той же час, визнаючи те, що економіка Індонезії потребує іноземного капіталу, партія критикувала уряд Хатти, який, на її думку, перебував під сильним впливом США. Партія виступала за неприєднання країни до блоків, її незалежність як від впливу СРСР, так і від впливу США.
Партія мала значний вплив серед армійського командування й вищих чиновників. Її підтримували генерал Насутіон і султан Джок'якарти Хаменгкубувоно IX, хоч вони й не були членами партії.